# Ormosia curvata
Ormosia curvata là một loài ruồi trong họ Limoniidae. Chúng phân bố ở miền Tân bắc.